# Werben, Spreewald
Werben är en kommun och ort i Landkreis Spree-Neisse i förbundslandet Brandenburg i Tyskland.
Kommunen bildades den 31 december 2001 genom en sammanslagning av de tidigare kommunerna Fehrow och Schmogrow.
Kommunen ingår i kommunalförbundet Amt Burg (Spreewald) tillsammans med kommunerna Briesen, Burg (Spreewald), Dissen-Striesow, Guhrow och Schmogrow-Fehrow.